# Spoorlijn 24
Spoorlijn 24 is een Belgische spoorlijn die Tongeren met Aken in Duitsland verbindt. De spoorlijn is hoofdzakelijk in gebruik voor goederenvervoer, als deel van de Montzenroute. Personenvervoer vindt alleen plaats bij langdurige versperring van andere lijnen.
De spoorlijn is onderdeel van de Montzenroute vanuit de haven van Antwerpen naar het Ruhrgebied. Het Duitse deel staat als spoorlijn 2552 onder beheer van DB Netze.
Het traject van Montzen tot de grens is de enige spoorlijn in België waar treinen rechts rijden zoals in Duitsland. De seinen lijken er in spiegelbeeld te staan.

## Geschiedenis
Tijdens de Eerste Wereldoorlog behield Nederland zijn neutraliteit waardoor het internationale treinverkeer tussen Duitsland en België via Nederland werd stopgezet. Duitsland, dat België had bezet, bouwde een alternatieve verbinding ten zuiden van Nederlands Limburg via de Voerstreek naar de Gemmenichertunnel. Deze laatste tunnel werd al in 1872 gebouwd voor een (tweede) verbinding tussen Aken en grensdorp Welkenraedt. De nieuwe spoorlijn takte af van de bestaande net nadat deze uit het westportaal van de Gemmenichertunnel kwam. De nieuwe spoorlijn werd op 15 februari 1917 geopend voor militair verkeer. Vanaf 9 oktober 1917 vond er ook reizigersverkeer plaats op lijn 24.
Na de Tweede Wereldoorlog was er alleen nog reizigersverkeer op het baanvak Wezet – Montzen. Op 2 juni 1957 kwam hier ook een eind aan.
Op 1 oktober 2013 ontspoorde op spoorlijn 24 een goederentrein geladen met auto's op het Viaduct van Remersdaal.

## Elektrificatie
Eind 2007 is een begin gemaakt met de elektrificatie van de lijn tussen de Gemmenichertunnel en het station van Station Montzen. Deze elektrificatie is op 14 december 2008 afgerond. Het deel van de spoorlijn tussen Aachen West en de Gemmenichertunnel (tunnel de Botzelaer) werd in 1968 als eerste voorzien van bovenleiding. Op dit deel worden zware goederentreinen de steile heuvel tussen Aachen-West en Gemmenich opgeduwd door elektrische locomotieven. 
Op het Belgische deel is er voor gekozen om de Duitse bovenleiding door te trekken tot halverwege het viaduct van Moresnet, waar een spanningssluis de scheiding vormt tussen de Duitse bovenleidingsspanning van 15 kV wisselspanning en de Belgische van 3 kV gelijkspanning.

## Reizigersverkeer
Meer dan een halve eeuw reden er vrijwel geen reizigerstreinen over lijn 24. Sinds enkele jaren maakt NMBS soms echter weer gebruik van het gedeelte tussen Wezet en Montzen. IC-treinen tussen Luik en Welkenraedt rijden om via deze route bij langdurige versperring van spoorlijn 37, zoals het geval was tijdens de vernieuwingswerken in 2018 en 2024, en na de ernstige overstromingen in het Vesderdal in juli 2021. Het spoorgedeelte tussen Y. Glons en Wezet wordt dan weer regelmatig gebruikt voor de overbrenging van leeg reizigersmaterieel tussen de werkplaatsen van Hasselt en Kinkempois als de enkelsporige lijn 34 buiten dienst is.

## Aansluitingen
In de volgende plaatsen is of was er een aansluiting op de volgende spoorlijnen:
Tongeren
Spoorlijn 23 tussen Drieslinter en Tongeren
Spoorlijn 34 tussen Hasselt en Luik-Guillemins
Hindel-Bas
Spoorlijn 38/1 tussen Y Homburg en Hindel-Bas
Montzen
Spoorlijn 39 tussen Welkenraedt en Botzelaer
Y Geulthal
Spoorlijn 24A tussen Y Geulthal en Y Ronheide
Botzelaer
Spoorlijn 39 tussen Welkenraedt en Botzelaer
Aachen West W301
DB 2553, spoorlijn tussen Aachen West W3 en Aachen West W301
Aachen West
DB 2550, spoorlijn tussen Aken en Kassel

## Verbindingssporen
24/1: Wezet (lijn 40) – Y Longchamps (lijn 24/2) – Y Berneau (lijn 24)
24/2: Y Longchamps (lijn 24/1) – Visé-Haut (lijn 24)